# Тјехловице (Дјечин)
Тјехловице (чеш. Těchlovice) је насељено мјесто са административним статусом сеоске општине (чеш. obec) у округу Дјечин, у Устечком крају, Чешка Република.

## Становништво
Према подацима о броју становника из 2014. године насеље је имало 537 становника.